# Цепкохвостый дикобраз
Цепкохво́стый дикобра́з (лат. Coendou prehensilis) — млекопитающее семейства американских дикобразов.

## Описание
Длина тела составляет от 30 до 65 см, масса — от 1 до 5 кг. Иглы короткие, толстые, трёхцветные: сверху и снизу бледно-жёлтые, по центру чёрные. Окрас спины чёрный, брюхо серое. Хвост цепкий, обычно лишённый игл, 33-48 см длиной.

## Распространение
Вид распространён в тропических лесах от Колумбии и Венесуэлы на юге до северной Аргентины. Живёт в сухих и влажных первичных и вторичных лесах на высотах до 1500 м над уровнем моря, редко наблюдается в культурном ландшафте.

## Образ жизни
Образ жизни древесный, на землю спускается редко, для водопоя. По земле ходит легко, но медленно. Активен ночью. Днём спит на высоте 6-10 м. Цепкохвостые дикобразы живут в небольших группах. Их легко выпадающие иглы служат эффективным средством защиты от хищников. Испанский естествоиспытатель Феликс де Асара неоднократно находил их шипы в фекалиях ягуара. Пойманное животное сворачивается в шар. Питается листьями, почками, плодами. Иногда разоряет плантации гуавы, кукурузы и бананов. Используется местным населением в пищу. Продолжительность жизни в неволе составляет до 9 лет.

## Размножение
Половая зрелость наступает примерно в 19 месяцев, и животное затем остается репродуктивно активным больше 12 лет. Устойчивый сезон размножения отсутствует. Беременность длится до 203 дней, после чего на свет появляется один детёныш, который почти сразу может лазить по деревьям. Молочное вскармливание продолжается до 10 недель. Размеров взрослого животного потомство достигает менее чем за год.